# Salh d'Escola

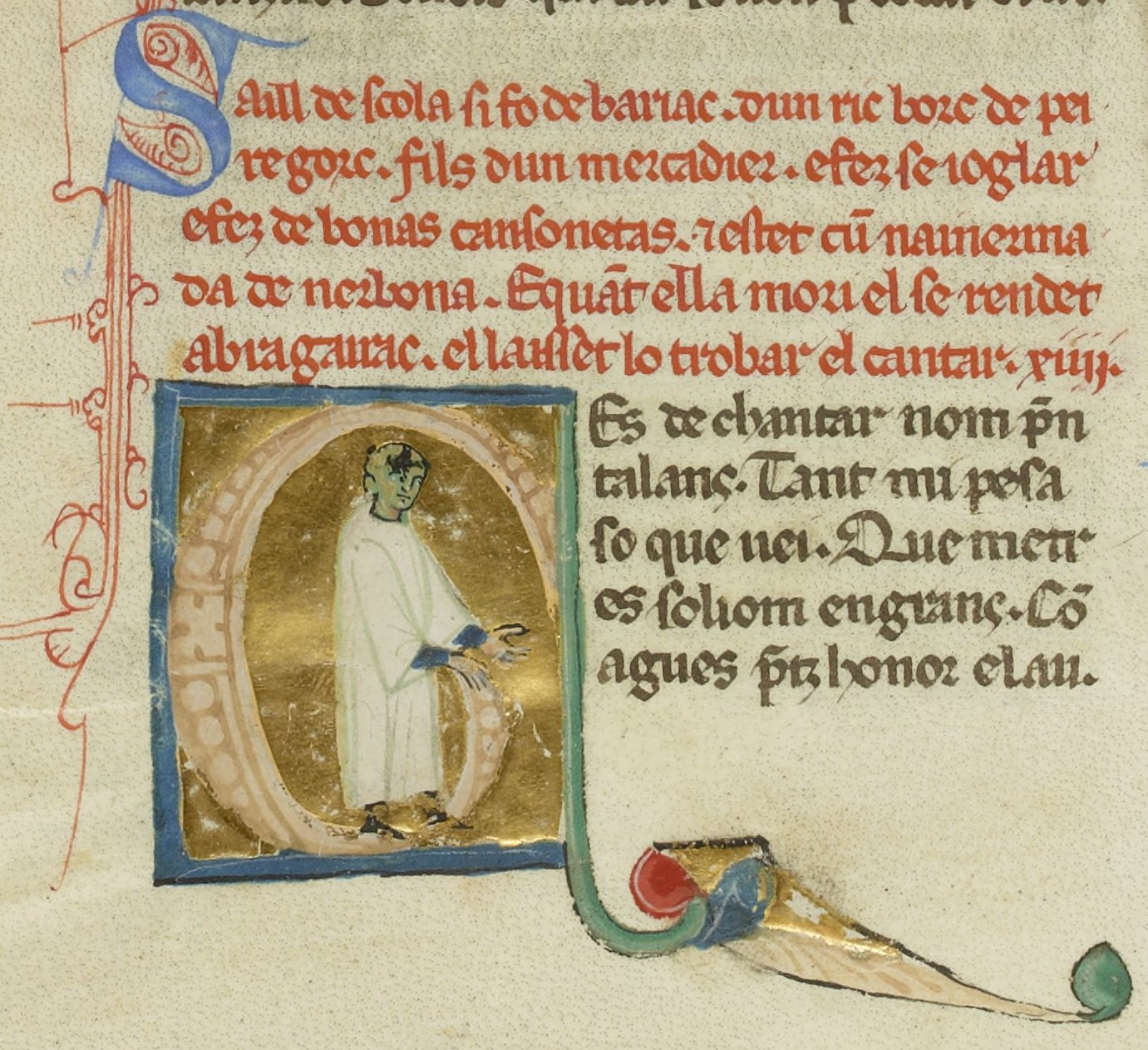
BnF ms. 854 fol. 107v; Vida de Salh d'Escola (en tinta vermella) i retratat com a monjo

Salh d'Escola (Sail d'Escola) (fl. ca 1195) fou un trobador occità. Se'n conserva només una composició segura.

## Vida
No es tenen dades segures sobre la vida d'aquest trobador. El nom, Salh d'Escola, ha estat interpretat per Clovis Brunel amb el significat de "surt d'escola" i seria un renom aplicat a una persona pedant.
La vida de Salh d'Escola, possiblement inspirada en l'estrofa que li dedicà el Monjo de Montaudon en la seva galeria satírica, diu que era natural de Bergerac i fill d'un mercader i que estigué a la cort d'Ermengarda de Narbona fins a la seva mort; aleshores es retirà a Bergerac i deixà la poesia.

## Obra
Es conserva només una poesia seva. Alguns cançoners li atribueixen altres composicions: De ben gran joia chantera (PC 202, 5), de Guilhem Ademar; Ges de chantar no·m pren talans (PC 70, 21), de Bernart de Ventadorn; i Manta gent fas meravelhar (PC 372, 5) de Pistoleta.
- (430,1)[5] Gran esfortz fai qui chanta ni·s deporta

### Repertoris
- Guido Favati (editor), Le biografie trovadoriche, testi provenzali dei secc. XIII e XIV, Bologna, Palmaverde, 1961, pàg. 365
- Martí de Riquer, Vidas y retratos de trovadores. Textos y miniaturas del siglo XIII, Barcelona, Círculo de Lectores, 1995 p. 31-33[Reproducció de la vida, amb traducció a l'espanyol, i miniatures dels cançoners I i K]
- Alfred Pillet / Henry Carstens, Bibliographie der Troubadours von Dr. Alfred Pillet […] ergänzt, weitergeführt und herausgegeben von Dr. Henry Carstens. Halle : Niemeyer, 1933 [Salh d'Escola és el número PC 430]